# Diazyryna
Diazyryna – organiczny związek chemiczny należący do związków heterocyklicznych.
W skład cząsteczki diazyryny wchodzi pierścień, zbudowany z jednego atomu węgla, oraz dwóch atomów azotu. Pomiędzy atomami azotu występuje wiązanie podwójne, co czyni diazyrynę związkiem nienasyconym.